# Kostel Neposkvrněného početí Panny Marie (Václavov u Bruntálu)
Kostel Neposkvrněného Početí Panny Marie v obci Dolní Václavov (okres Bruntál) je opevněný farní kostel, který byl postaven v letech 1754–1755 a je kulturní památka České republiky.

## Historie
První písemná zmínka o obci Dolní Václavov je z roku 1405. Kostel byl postaven v letech 1754–1755 na místě původního gotického kostela pravděpodobně ze 14. století. Existenci kostela je písemně doložena v 16. století, kdy byl v užívání protestanty. Přestože byl tento dřevěný kostel opravován (1683), byl v roce 1754 zbořen a nahrazen novým zděným barokním kostelem. Kámen na stavbu zajistil už v roce 1742 na své náklady farář Anton Walter. Dřevo na stavbu věnoval patron kostela Řád německých rytířů. Další náklady ve výši 1700 zlatých zaplatil farář Josef Reichert a obec Dolní Velkruby (Dolní Václavov). Návrh na stavbu kostela vypracoval krnovský stavitel Georg Friedrich Gans. V říjnu 1755 byl kostel vysvěcen bruntálským děkanem Antonem Thielem. V roce 1771 byly pořízeny dva zvony.
V roce 2002 byl kostel vykraden. Způsobená škoda činila 2 500 000 Kč.
Na obnovu střechy kostela byla z Programu obnovy kulturních památek a památkově chráněných nemovitostí Moravskoslezského kraje na rok 2008 - schválené projekty uvolněná částka 500 000 Kč.
Kostel Neposkvrněného Početí Panny Marie patří Římskokatolické farnosti Václavov a je spravována Římskokatolickou farností Malá Morávka, Děkanát Bruntál.

## Popis
Jednolodní podélná zděná stavba s půlkruhovým kněžištěm ve slohu pozdního baroka. Osově vystupuje z průčelí hranolová věž.
V interiéru se nachází hlavní oltář a varhany z roku 1757, kazatelna z roku 1768. Část obrazové výzdoby pochází z roku 1792, kterou namaloval bruntálský malíř Johann Caspar Fritsch (obraz milosrdného samaritána a obrazy sv. Kříže a Poslední večeře Páně pro boční oltáře). Hlavní oltář zdobí obraz Neposkvrněného početí Panny Marie z roku 1792, který vznikl v dílně Josefa Dickela. Obrazy křížové cesty z roku 1857 vytvořil malíř Rudolph Templer (1837–1905) ze Zlatých Hor. V roce 1930 byly zakoupeny nové varhany od firmy Rieger.